# FC Utrecht (Frauenfußball)
Die Frauenfußballabteilung des FC Utrecht existierte von 2007 bis Januar 2014. Die Mannschaft spielte zuletzt in der BeNe League. Heimspielort war der Sportcomplex Zoudenbalch in Utrecht.

## Allgemeines
Die Vereinsfarben des FC Utrecht waren Rot-Weiß. Aktuell ist das Heimtrikot zweigeteilt. Von oben links nach unten rechts werden die Farben getrennt. Die Hose ist weiß, die Stutzen in rot gehalten.

## Geschichte

### 2007–2010: Entstehung und erste Jahre
| Saison  | Platz | Punkte | Tore  |
| ------- | ----- | ------ | ----- |
| 2007/08 | 03    | 32     | 35:29 |
| 2008/09 | 04    | 37     | 34:31 |
| 2009/10 | 05    | 18     | 17:25 |

Eigens für die neu gegründete Eredivisie für Frauen gründete der Verein am 21. März 2007 eine Damenmannschaft. Diese soll für die nächsten drei Jahre als Projekt geführt werden, um Frauenfußball in den Niederlanden attraktiver zu machen. Erste Trainerin wurde die Niederländerin Maria van Kortenhof. Als Heimstätte dient das Sport Zoudenbalch Stadion.  Am 30. August 2007 kam es zum ersten Ligaspiel. Bereits eine Woche später, am 6. September 2007, setzte die Mannschaft durch einen 5:0-Erfolg gegen Willem II Tilburg den Ligarekord für den höchsten Sieg. Dieses Ergebnis wurde bisher noch nicht übertroffen, allerdings durch den FC Twente Enschede und SC Heerenveen eingestellt. Nach Ablauf der ersten Spielzeit wurden zehn Siege und zwei Unentschieden aus zwanzig Partien geholt und damit der dritte Platz von sechs Mannschaften sichergestellt. Mit acht Torerfolgen war Shirley Smith beste Schützin ihres Teams. Lange spielte man auch um den Gewinn des KNVB-Pokal mit. Im Viertelfinale konnte das Team die Damen des Amateurvereins RCL mit 9:0 schlagen, was der höchsten Pflichtspielsieg der Vereinsgeschichte war. Nach einem weiteren Erfolg im Halbfinale, stand das Team am 24. Mai 2008 im Finale des Turniers, wo die FCU-Frauen auf den FC Twente traf. Das Spiel ging 1:3 verloren, so dass man auch hier erst kurz vor Schluss scheiterte. In der Folgespielzeit gingen bereits sieben Mannschaften an den Start. Man spielte eine durchwachsene Saison. Bestes Ergebnis war gegen den Liganeuling Roda JC Kerkrade mit 4:0. Gegen den späteren Meister AZ Alkmaar konnte das Team zwei von vier Spielen mit 1:0 gewinnen und spielte auswärts 0:0 und 0:1. Keine andere Mannschaft schnitt besser ab. Allerdings schaffte man es nicht Siege gegen Willem II oder ADO Den Haag einzufahren. So musste der Klub sich am Ende mit Tabellenrang vier zufriedengeben. Beste Angreiferin der Utrichter war dabei die niederländische Nationalspielerin Lisanne Vermeulen, die fünf Tore erzielte, damit aber noch acht Treffer weniger hatte als Torschützenkönigin Sylvia Smit vom SC Heerenveen. In die Saison 2009/10 startete man trotz neuen Trainers, Mark Verkuyl, durchwachsen. Die Leistungen wurden auch während der gesamten Spielzeit nicht besser, so dass es nur zu einem enttäuschenden fünften Rang reichte. Nur auf Grund des etwas besseren Torverhältnisses musste man auch den SC Heerenveen nicht vorbeiziehen lassen, die punktgleich den letzten Tabellenplatz einnahmen. Mit nur siebzehn erzielten Treffern hatte man die wenigsten aller Mannschaften. Von diesen erzielte Manon van den Boogaard vier Tore und war damit Beste des Klubs. Wesentlich besser lief es im Kampf um den nationalen Pokal. Im Halbfinale bezwang man den schwersten Broken, Willem II Tilburg, 3:2 nach Elfmeter, ehe man das Endspiel sicher mit 3:0 gegen den Amateurverein Ter Leede gewinnen konnte. Es ist der erste Titelgewinn der Vereinsgeschichte. Beim Finale am 30. Mai 2010 war es van den Boogaard, die ihren Klub in der ersten Halbzeit in Führung brachte, ehe Monique van Veen und Mandy Versteegt den Sack zuschnürten.

### 2010 bis 2013
| Saison  | Platz | Punkte | Tore  |
| ------- | ----- | ------ | ----- |
| 2010/11 | 05    | 30     | 30:29 |
| 2011/12 | 04    | 21     | 25:30 |

Zur Spielzeit 2010/11 wurde die Liga von sechs auf acht Mannschaften vergrößert. Hinzu kamen die Teams des FC Zwolle und VVV-Venlo. Beim FC Utrecht begann ein Umbruch. Insgesamt zehn Spielerinnen verließen den Klub, schlossen sich anderen Vereinen an oder beendeten die Laufbahn. Denen gegenüber stehen sieben Neuzugänge. Am 21. Januar 2014 löste sich die Mannschaft, nach einem Insolvenzverfahren auf.

## Wissenswertes

### Utrechts Saisontopschützen
| Saison  | Name                   | Tore   |
| ------- | ---------------------- | ------ |
| 2007/08 | Shirley Smith          | 8 Tore |
| 2008/09 | Lisanne Vermeulen      | 9 Tore |
| 2009/10 | Manon van den Boogaard | 4 Tore |

## Sponsoren und Ausstatter
| Zeitraum  | Ausrüster | Sponsor |
| --------- | --------- | ------- |
| 2007–2009 | Puma      | Phanos  |
| 2009–2014 | Kappa     | VARTA   |

## Stadion
Die Frauenfußballmannschaft trug ihre Heimspiele im Sportcomplex Zoudenbalch, in Utrecht, aus. Neben den Damen des FCU bestreiten auch die Jugendmannschaften des Klubs ihre Heimbegegnungen in die Sportstätte. 2001 wurde der Sportkomplex eröffnet. Ausführendes Architekturbüro waren Zwarts & Jansma Architects. Mit einer Gesamtkapazität von 450 Zuschauern gehört die Fußballstätte zu einem der kleineren in der Eredivisie der Frauen. Insgesamt fünf Felder stehen für Spiel- und Trainingsbetrieb zur Verfügung. Direkt hinter dem Gelände befindet sich das Stadion Galgenwaard, in dem die Männermannschaft ihre Partien austrägt.
Der Name der Sportstätte leitet sich von der Familie Zoudenbalch ab, die im Mittelalter eine der führenden in der Utrechter Region waren.

## Erfolge
- KNVB-Pokal: 2010

## Ehemalige Spielerinnen
| Name des Spielers | Zeitraum  | Bemerkung                                                    |
| ----------------- | --------- | ------------------------------------------------------------ |
| Shirley Smith     | 2007–2009 |                                                              |
| Lisanne Vermeulen | 2007–2010 | mit 9 Toren in einer Spielzeit Rekordhalterin des FC Utrecht |

## Utrechts Trainer
Die Damen des FC Utrecht wurden bisher von zwei Trainern betreut. Erste Trainerin war Maria van Kortenhof. Nachdem diese im Sommer 2009 ein Amt beim KNVB annahm, wurde sie durch Mark Verkuyl ersetzt. Dieser konnte in seinem ersten Jahr zwar nicht die Ligaergebnisse von van Kortenhof erreichen, schaffte es aber sein Team in das Finale um den KNVB-Pokal zu führen und diesen zu gewinnen.
| Name                | Zeitraum  | Bemerkung        |
| ------------------- | --------- | ---------------- |
| Maria van Kortenhof | 2007–2009 |                  |
| Mark Verkuyl        | 2009–2012 | 2010: KNVB-Pokal |
| Jürgen Schefczyk    | 2012–2014 |                  |